# Gordon Alles
Gordon A. Alles (26 novembre 1901 - 21 janvier 1963) est un chimiste et pharmacologue américain qui a mené des recherches approfondies sur l'isolement et les propriétés de l'insuline pour le traitement des diabétiques. On lui attribue également la découverte et la publication des effets physiologiques de l'amphétamine et de la méthylènedioxyamphétamine (MDA). Il est le premier à avoir préparé du sulfate d'amphétamine, mais pas la molécule d'amphétamine. Alles est le premier à signaler les propriétés physiologiques de l'amphétamine en tant qu'analogue synthétique de l'éphédrine et a donc reçu le mérite de cette découverte. Il a bénéficié d'importantes redevances de Smith, Kline & French (SKF) car il a vendu ses droits de brevet sur l'amphétamine à l'entreprise et celle-ci a réalisé d'importantes ventes. Plusieurs produits populaires vendus par SKF contenaient de l'amphétamine, notamment des pilules et des inhalateurs de benzédrine, des pilules de dexédrine et des comprimés de Dexamyl (en) . Des médicaments contrefaits tels que la Profetamine (une forme générique de sulfate d'amphétamine) sont apparus, dans le but de contourner le brevet « faible » d'Alles.

## Carrière
Alles a obtenu ses diplômes BS (1922), MS (1924) et PhD (1926) du California Institute of Technology (Caltech). À partir de 1931, il est maître de conférences en pharmacologie à la faculté de médecine de l'Université de Californie à San Francisco et, à partir de 1951, il est professeur en résidence de pharmacologie à l'UCLA. De 1934 à 1951, il est consultant pour les laboratoires SKF. Il était propriétaire des Alles Chemical Research Laboratories à Pasadena et était associé de recherche à Caltech depuis 1939. En 1958, il a fait à Caltech un don de 350 000 $ qui finança, en grande partie, le laboratoire Gordon A. Alles de cinq étages pour la biologie moléculaire.
Alles s'intéresse principalement aux médicaments chimiques naturels et synthétiques et à la relation entre leurs structures moléculaires et leurs actions biologiques. En 1928, il découvre les propriétés physiologiques de la benzédrine (amphétamine) et contribue à son développement en tant que médicament. Ce médicament et la dextroamphétamine, développés à partir de cette découverte, ont un usage médical mondial comme stimulants cérébraux généraux.
Alles passe également du temps à Tahiti, où il étudie les possibilités de développer des tranquillisants à partir d'alcaloïdes présents dans une boisson locale appelée kava.
Gordon Alles n’a pas vécu assez longtemps pour voir la chute de son invention, tant dans la doctrine médicale que dans l’opinion populaire. Peut-être inspiré par les effets psychiques qu'il a découverts dans la méthylènedioxyamphétamine (MDA, l'ecstasy originale) en 1930, Alles consacre la quasi-totalité de sa carrière aux drogues psychotropes. Dans les années 1930 et au début des années 1940, tout en travaillant en étroite collaboration avec SKF, il produit des hallucinogènes liés à l'amphétamine et à la mescaline, notamment la MDA, pour que l'entreprise les teste à faibles doses comme médicaments diététiques et antidépresseurs. Alles travaille également avec SKF pour isoler du cannabis des médicaments médicalement utiles.
À partir de la fin des années 1950, il est professeur honoraire de pharmacologie à la faculté de médecine de l’Université de Californie à Los Angeles, et travaille au développement d’amphétamines hallucinogènes telles que le MDA et de dérivés encore plus puissants, en partie financés par le programme de guerre chimique de l’armée américaine. Il étudie les produits chimiques hallucinogènes et stimulants présents dans la plante Khat, débutant par une expédition en Éthiopie en 1955 pour y étudier comment elle est utilisée en médecine traditionnelle.
Alles est mort en janvier 1963, au retour d'un voyage à Tahiti pour étudier la racine traditionnelle de Kava comme source de nouveaux tranquillisants. La cause du décès de ce biochimiste qui a commencé sa carrière en étudiant l'insuline est, ironiquement, le diabète, une maladie dont Alles ignorait qu'il souffrait.